# Rye Rye
Ryeisha Berrain (р. 25 ноября 1990 года в Балтиморе, штат Мэриленд), известная под своим сценическим псевдонимом Rye Rye — американский рэпер, танцор и актриса.

## Биография
Раиша родилась 25 ноября 1990 года в Балтиморе (штат Мэриленд). Уже в шестнадцатилетнем возрасте девочка начала выступать на публике и мечтала попасть в музыкальную индустрию.
Однажды она познакомилась с рэпером Blaqstarr, который был другом её сестры. Вместе с ним девушка записала песню «Shake It To The Ground», ставшую клубным хитом в 2006 году. Он также устроил ей встречу с M.I.A. и Diplo. И осенью 2007 года Раиша отправилась в гастрольный тур под названием KALA вместе с певицей M.I.A. Юная исполнительница также появилась в её видеоклипе на песню «Paper Planes» и была первой, кто подписал контракт с только что образованным рекорд-лейблом «N.E.E.T», принадлежащим M.I.A..
Дебютный альбом Раиши «Go! Pop! Bang!» планировалось выпустить в марте 2009 года, но релиз был отменен. В этот период певица работала с другими исполнителями. Совместно с M.I.A. и Blaqstarr она спела песню «Get it from my Mama». Она также записала композиции «Gangsta Girl» вместе с Zakee, «Bang» с M.I.A., «Wassup Wassup» с DJ Duplo, «Hardcore Girls» с дуэтом The Count & Sinden. Было снято музыкальное видео на песню «Shake It To The Ground».
В интервью журналу Nylon певица M.I.A. назвала Rye Rye «голосом Балтимора».
В октябре 2008 года Раиша представила песню «Paper Planes» вместе с Фаррелом Уильямсом и беременной M.I.A. на вечеринке Diesel XXX.
Сингл певицы Rye Rye под названием «Bang» стал саундтреком к фильму «Форсаж 4» 2009 года.
В апреле 2010 года девушка выступила на Зимней Музыкальной Конференции (Winter Music Conference) в Майами перед инди-рок группой The Gossip.
После многочисленных перестановок в дате выхода дебютного альбома Rye Rye, его релиз был назначен на 22 февраля 2011 года, но снова был отменен.
Первым синглом с ожидаемого альбома стала песня «Sunshine», вышедшая 5 октября, а за день до релиза произошла её утечка в Интернет.
7 июня 2011 года вышел второй сингл «Never Will Be Mine», а 15 июня появилось музыкальное видео на эту песню.
В 2012 году появилась в фильме «Мачо и ботан».
Альбом Go! Pop! Bang! вышел 15 мая 2012 года.

## Личная жизнь
У Рай Рай есть двое детей — дочь (род.30.09.2009) и сын (род.20.10.2013).

## Дискография

### Альбомы
- Go! Pop! Bang! (2012)

### Синглы
- «Bang» (featuring M.I.A.) (2009)
- «Sunshine» (featuring M.I.A.) (2010)
- «Never Will Be Mine» (featuring Robyn) (2011)
- «New Thing» (2011)
- «Boom Boom» (2012)